# Tuğba Danışmaz
Tuğba Danışmaz (Ankara, 1º settembre 1999) è una triplista e lunghista turca; ha vinto la medaglia d'oro agli europei indoor 2023.

## Record nazionali
Seniores
- Salto triplo: 14.09 m ( Tallinn, 9 luglio 2021)
- Salto triplo indoor: 14.31 m ( Istanbul, 4 marzo 2023)

## Palmarès
| Anno | Manifestazione               | Sede      | Evento         | Risultato      | Prestazione | Note                                   |
| ---- | ---------------------------- | --------- | -------------- | -------------- | ----------- | -------------------------------------- |
| 2017 | Europei U20                  | Grosseto  | Salto triplo   | 11ª            | 12,66 m     |                                        |
| 2019 | Mediterraneo U23 indoor      | Miramas   | Salto triplo   | 4ª             | 12,35 m     |                                        |
| 2019 | Giochi Europei               | Minsk     | Salto in lungo | 17ª            | 6,12 m      |                                        |
| 2019 | Europei U23                  | Gävle     | Salto triplo   | Argento        | 13,85 m     | Miglior prestazione nazionale under 23 |
| 2019 | Europei U23                  | Gävle     | Salto in lungo | 14º (q)        | 6,03 m      |                                        |
| 2021 | Europei indoor               | Toruń     | Salto triplo   | 13º (q)        | 13,56 m     |                                        |
| 2021 | Europei U23                  | Tallinn   | Salto triplo   | Oro            | 14,09 m     | Record nazionale                       |
| 2021 | Europei U23                  | Tallinn   | Salto in lungo | Qualificazione | dns         |                                        |
| 2022 | Giochi del Mediterraneo      | Orano     | Salto triplo   | Argento        | 14,05 m     |                                        |
| 2022 | Mondiali                     | Eugene    | Salto triplo   | 23ª (q)        | 13,63 m     |                                        |
| 2022 | Europei                      | Monaco    | Salto triplo   | Qualificazione | nm          |                                        |
| 2023 | Europei indoor               | Turchia   | Salto triplo   | Oro            | 14,31 m     | Record nazionale                       |
| 2023 | Giochi europei               | Chorzów   | Salto triplo   | Argento        | 14,16 m     | [ 3 ]                                  |
| 2023 | Giochi mondiali universitari | Chengdu   | Salto triplo   | Oro            | 14,31 m     | Record nazionale                       |
| 2023 | Mondiali                     | Budapest  | Salto triplo   | 14ª (q)        | 14,11 m     |                                        |
| 2024 | Europei                      | Roma      | Salto triplo   | Argento        | 14,57 m     | Record nazionale                       |
| 2024 | Giochi olimpici              | Parigi    | Salto triplo   | 16ª (q)        | 13,97 m     |                                        |
| 2025 | Europei indoor               | Apeldoorn | Salto triplo   | 5ª             | 13,79 m     |                                        |

## Campionati nazionali
- 4 volte campionessa nazionale turca del salto triplo (2019, 2020, 2021, 2022)
- 2 volte campionessa nazionale turca del salto in lungo (2021, 2022)
- 1 volta campionessa nazionale turca del salto in lungo indoor (2020)
- 1 volta campionessa nazionale turca del salto triplo indoor (2022)

2018
- Bronzo ai campionati turchi (Bursa), salto triplo - 12,60 m (w)

2019
- Bronzo ai campionati turchi indoor (Istanbul), salto in lungo - 5,89 m
- Bronzo ai campionati turchi indoor (Istanbul), salto triplo - 12,98 m
- Oro ai campionati turchi (Bursa), salto triplo - 13,74 m
- Argento ai campionati turchi (Bursa), salto in lungo - 6,09 m

2020
- Oro ai campionati turchi indoor (Istanbul), salto in lungo - 6,12 m
- Oro ai campionati turchi (Istanbul), salto triplo - 13,81 m

2021
- Oro ai campionati turchi (Bursa), salto in lungo - 6,17 m
- Oro ai campionati turchi (Bursa), salto triplo - 14,04 m

2022
- Oro ai campionati turchi indoor (Istanbul), salto triplo - 13,66 m
- Oro ai campionati turchi (Bursa), salto triplo - 14,42 m (w)
- Oro ai campionati turchi (Bursa), salto in lungo - 6,50 m

## Altre competizioni internazionali
2015
- Argento ai campionati balcanici under 18 ( Sremska Mitrovica), salto triplo - 12,27 m
- 10ª ai Festival olimpico estivo della gioventù europea ( Tbilisi), salto triplo - 11,92 m

2017
- 9ª ai Campionati europei a squadre - First League ( Vaasa), salto triplo - 12,47 m
- Argento ai campionati balcanici under 20 ( Pitești), salto triplo - 12,68 m

2019
- Bronzo alla Coppa dei Campioni per club - Gruppo A ( Castellón de la Plana), salto in lungo - 6,15 m
- Bronzo alla Coppa dei Campioni per club - Gruppo A ( Castellón de la Plana), salto triplo - 13,38 m
- 5ª ai Campionati europei a squadre - First League ( Sandnes), salto triplo - 13,65 m
- 7ª ai Campionati europei a squadre - First League ( Sandnes), salto in lungo - 6,15 m

2020
- 6ª ai campionati balcanici indoor ( Istanbul), salto in lungo - 6,15 m

2021
- Oro ai campionati balcanici indoor ( Istanbul), salto triplo - 13,97 m
- 5º ai Campionati europei a squadre - First League ( Cluj-Napoca), salto triplo - 13,60 m
- Bronzo ai campionati balcanici ( Smederevo), salto triplo - 14,07 m
- 13ª ai campionati balcanici ( Smederevo), salto triplo - 5,79 m

2022
- Oro ai campionati balcanici indoor ( Istanbul), salto triplo - 14,14 m
- Argento ai campionati balcanici ( Craiova), salto triplo - 14,07 m
- Argento ai Giochi della solidarietà islamica ( Konya), salto in lungo - 6,34 m
- Bronzo ai Giochi della solidarietà islamica ( Konya), salto triplo - 13,95 m

2023
- Oro ai Campionati europei a squadre di atletica leggera ( Chorzów), salto in lungo - 14,16 m
- 4ª al 	Meeting Hauts-de-France Pas-de-Calais ( Liévin), salto triplo - 13,98 m